# ブヤン・セチェン・ハーン
ブヤン・セチェン・ハーン（モンゴル語：Буян сэцэн хаан、英語：Buyan Sechen Khan、1555年 - 1603年）は、モンゴル帝国の第39代（北元としては第25代）皇帝（ハーン）であり、チャハル・トゥメンの当主である。トゥメン・ジャサクト・ハーンの長男。

## 生涯
1555年、トゥメン・ジャサクト・ハーンの長男として生まれる。
1592年、父のトゥメン・ジャサクト・ハーンが崩御したため、ブヤン太子は翌年（1593年）39歳で帝位につき、セチェン・ハーンとしてあらゆる方向に有名になって、仏法と政道をもってすべての大国人を安楽にさせた。
1603年、ブヤン・セチェン・ハーンは49歳で崩御した。長男のマングス太子はすでに亡くなっていたため、その長男のリンダン・バートル太子が14歳で帝位についた。

## 子
- マングス太子…リンダン・ハーンの父
- ラブカル太子
- モー・キタト太子

## 参考資料
- 岡田英弘訳注『蒙古源流』（刀水書房、2004年、ISBN 4887082436）